# Гувернёр-Лейн
Гу́вернёр-Лейн (англ. Gouverneur Lane) — односторонняя улица в Нижнем Манхэттене, Нью-Йорк. Гувернёр-Лейн проходит от Перл- до Саут-стрит. Участок улицы между Перл- и Уотер-стрит является пешеходным.
По одной версии, своё название улица Гувернёр-Лейн, равно как и улицы Гувернёр-Стрит и Гувернёр-Слип, получила в честь религиозного беженца из Франции и впоследствии выдающегося нью-йоркского предпринимателя и политического активиста Абрахама Гувернёра (англ. Abraham Gouverneur). Он был сподвижником колониста Джейкоба Лейслера, возглавившего восстание в Нью-Йорке в годы Английской революции 1688 года и впоследствии неправомерно повешенного. Гувернёру удалось спастись бегством в Бостоне, где он раскрыл заговор, в результате которого был казнён Лейслер. За это Гувернёр был заочно приговорён к смертной казни в Нью-Йорке, однако позднее ему удалось добиться реабилитации Лейслера. В 1701-1703 годах Гувернёр занимал должность мирового судьи Нью-Йорка.
По другой версии, улица была названа в честь зажиточного торговца Николаса Гувернёра (англ. Nicholas Gouverneur). По этой версии, улица была разбита в 1798 году на земельном участке, переданном им городу.